# 茂南区
茂南区（もなんく）は中華人民共和国広東省茂名市に位置する市轄区。

## 行政区画
下部に7街道、9鎮を管轄する
- 街道
  - 紅旗街道、河西街道、河東街道、露天砿街道、新華街道、官渡街道、站前街道
- 鎮
  - 金塘鎮、公館鎮、新坡鎮、鎮盛鎮、鰲頭鎮、袂花鎮、高山鎮、山閣鎮、羊角鎮